# Bobby Mimms
Andrew Robert Mimms, noto come Bobby (York, 10 dicembre 1963), è un allenatore di calcio ed ex calciatore inglese, di ruolo portiere, attuale commissario tecnico della nazionale Under-20 figiana e preparatore dei portieri della nazionale figiana.

## Carriera

### Giocatore
Durante la sua ventennale carriera da professionista ha vestito le maglie di Halifax Town, Rotherham United, Everton, Notts County, Sunderland, Blackburn Rovers, Manchester City, Tottenham, Aberdeen, Crystal Palace, Preston North End, York City e Mansfield Town totalizzando 477 incontri di campionato e vincendo due campionati inglesi e due Supercoppe inglesi. Ha giocato la finale della FA Cup 1985-1986 persa 3-1 contro il Liverpool e la FA Charity Shield 1995 persa 1-0 contro l'Everton, sua ex squadra.

### Allenatore
Dopo aver appeso i guanti al chiodo, Mimms allena i portieri del Wolverhampton dal luglio del 2001 al luglio del 2008, quando si trasferisce al Blackburn Rovers allenando i portieri fino a dicembre 2012. Dal luglio 2013 è l'allenatore dei portieri dell'Oldham Athletic. Nel febbraio 2014 lascia questo incarico per andare in Bahrein ad allenare i portieri della Nazionale locale. Nell'ottobre 2014 è invece stato assunto come preparatore dei portieri del West Ham. A partire dall'estate 2015 entra nello staff tecnico del Bolton. Nel novembre 2016, firma un contratto con l'Hull City.

## Palmarès

### Giocatore

#### Competizioni nazionali
- Campionato inglese: 2

Everton: 1986-1987
Blackburn: 1994-1995
- Charity Shield: 2

Everton: 1986, 1987